# Ferenc Fékétehalmy-Czeydner
Ferenc Feketehalmy-Czeydner, właściwie Franz Zeydner (ur. 22 listopada 1890 w miejscowości Piski na Węgrzech, zm. 5 listopada 1946 w Jugosławii) – węgierski oficer zawodowy, wykładowca wojskowy, zbrodniarz wojenny, dowódca węgierskiej 6 Dywizji Piechoty i V Korpusu Armijnego oraz XVII Korpusu Armijnego SS (węgierskiego).
Pochodził z niemieckiej rodziny. W latach 1904–1905 uczył się w szkole kadetów artylerii w miejscowości Traiskirchen, a w latach 1906-1907 w technicznej akademii wojskowej w Mödling. Następnie służył w 12 pułku haubic polowych stacjonującym w Nagyszeben, a potem 8 pułku artylerii polowej w Lugos. Od 1913 do 1914 r. przechodził kurs oficerski, uzyskując stopień porucznika. Brał udział w I wojnie światowej w armii austro-węgierskiej, walcząc początkowo z macierzystym pułkiem na froncie rosyjskim; był ranny. Od 22 czerwca 1915 r. szkolił się w szkole wojennej w Belgradzie. 1 maja 1917 r. przeszedł do sztabu II Korpusu Armijnego w stopniu kapitana. 11 lutego 1918 r. został ciężko ranny.
Po zakończeniu działań wojennych wstąpił do armii węgierskiej. Od 1 października 1920 r. przechodził szkolenie w Akademii Wojskowej w Wiedniu. W latach 1921–1922 służył w sztabie 7 Brygady Mieszanej w Miszkolcu, a do 1925 r. w ministerstwie Honvédów. 1 maja tego roku awansował na majora. Jednocześnie został profesorem taktyki w Akademii Wojskowej Honvédów w Budapeszcie. W latach 1927–1938 ponownie służył w ministerstwie Honvédów, od 1934 r. w szefostwie sił powietrznych jako szef sztabu. 1 maja 1929 r. otrzymał awans do stopnia podpułkownika, a 1 listopada 1934 r. – pułkownika. 1 maja 1938 r. powrócił do służby liniowej, obejmując dowództwo 6 Brygady Piechoty Honvédów w miejscowości Komárom.
1 listopada 1939 r. awansował do stopnia generała. 1 marca 1940 r. został szefem sztabu 1 Armii Honvédów w Szolnoku. Od 1 sierpnia 1941 r. do 20 sierpnia 1942 r. dowodził V Korpusem Armijnym w Szegedzie w stopniu generała porucznika. Odszedł z tego stanowiska z powodu współuczestniczenia w podjęciu decyzji o przeprowadzeniu rajdu okupacyjnych wojsk węgierskich po południowej Baczce w styczniu 1942 r., w wyniku którego zostało zamordowanych ok. 3,8 tys. serbskich i żydowskich cywilów. Od grudnia tego roku leczył się w sanatorium wojskowym. W latach 1943–1944 był zatrudniony jako kierownik na  podbudapesztańskim lotnisku Mátyásföld. Z powodu oskarżenia go o zbrodnie wojenne w Baczce w styczniu 1944 r. wyjechał do Niemiec. 1 marca wstąpił do Waffen-SS w stopniu SS-Gruppenführera. Służył w XIII lazarecie wojskowym SS w Wiedniu, a następnie w lazarecie w Semmering. Jednocześnie wystąpił do Reichsführera SS Heinricha Himmlera z pomysłem utworzenia węgierskich jednostek Waffen-SS. W rezultacie Niemcy rozpoczęli formowanie 25 Dywizji Grenadierów SS „Hunyadi” i 26 Dywizja Grenadierów SS „Hungaria” oraz XVII Korpusu Armijnego SS (węgierskiego). Natomiast Ferenc Fékétehalmy-Czeydner od 1 lipca 1944 r. był przydzielony do sztabu II Korpusu Pancernego SS. Przywrócony do węgierskiego wojska 1 listopada został zastępcą szefa sztabu w ministerstwie obrony. W marcu 1945 r. stanął na czele stopniowo formowanego XVII Korpusu Armijnego SS w stopniu SS-Obergruppenführera, zdając 4 maja dowództwo SS-Obergruppenführerowi Jenő Ruszkay-Ranzenbergerowi. Po kapitulacji Niemiec dostał się do niewoli amerykańskiej.
W lipcu przeniesiono go do Norymbergi, a następnie przekazano władzom węgierskim. 22 maja 1946 r. po procesie został skazany na karę śmierci. Jako zbrodniarza wojennego oddano go Jugosłowianom, którzy powiesili go 5 listopada.
Ciekawostką jest fakt, że w okresie międzywojennym został odznaczony przez polskie władze Orderem Odrodzenia Polski.